# Voir la mer
Voir la mer ('De zee zien') is een Franse romantische komedie onder regie van Patrice Leconte uit 2011.

## Verhaal
De broers Nicolas en Clément besluiten om in hun zomervakantie met een kampeerwagen van Bourgondië, waar ze wonen, naar Saint-Jean-de-Luz in Zuid-Frankrijk te reizen om hun moeder te bezoeken. De vriendin van Clément heeft het net uitgemaakt en als hij thuis komt is ze haar spullen in een vrachtwagen aan het laden. De ochtend van vertrek is Clément daarom niet goed gehumeurd. Op het laatste moment komt Nicolas met een meisje, Prudence, aan. Het is een leuk meisje dat nog nooit de zee heeft gezien en ze besluiten met z'n drieën te gaan reizen.
Prudence is weggegaan bij haar vriend Max. Als ze net vertrokken zijn komt Max Prudence terughalen. Hij heeft een pistool bij zich, maar de drie redden zich en vluchten in de Audi van Max. Een eind verderop laten ze de auto achter en halen hun camper op waarmee ze verder reizen.
Zowel Nicolas als Clément vinden Prudence leuk en zij hen beiden ook. Om jaloezie te voorkomen stelt Prudence voor om te delen, en de broers stemmen in met een ménage à trois. Maar gaat dat goed, en hebben ze Max echt achter zich gelaten?

## Rolverdeling
- Nicolas Giraud als Nicolas
- Clément Sibony als Clément
- Pauline Lefèvre als Prudence
- Gilles Cohen als Max
- Jacques Mathou als Jacky Novion, stuntman
- Urbain Cancelier als chauffeur van de wagen met vaten
- Clémence Thioly als ex van Clément
- Isabelle Petit-Jacques als verkoopster in de juwelierswinkel
- Jean-Claude Aubrun als garagehouder

## Prijzen
Op het filmfestival van Cabourg van 2011 won Patrice Leconte een Gouden Zwaan voor beste regisseur en Pauline Lefèvre een Gouden Zwaan voor vrouwelijk revelatie.